# لويس روبرت (مؤرخ)
لويس روبرت (بالفرنسية: Louis Robert)‏ هو مؤرخ وبروفيسور فرنسي، ولد في 15 فبراير 1904 في لوريير في فرنسا، وتوفي في 31 مايو 1985 في باريس في فرنسا.